# Salerno Challenger
Il Salerno Challenger è stato un torneo professionistico di tennis giocato su campi in terra rossa. Faceva parte dell'ATP Challenger Series. Si giocava annualmente a Salerno in Italia.

## Albo d'oro

### Singolare
| Anno | Campione               | Finalista              | Punteggio     |
| ---- | ---------------------- | ---------------------- | ------------- |
| 1989 | Claudio Pistolesi      | José Antonio Fernández | 6–1, 7–6, 6–1 |
| 1990 | Non disputato          | Non disputato          | Non disputato |
| 1991 | Guillermo Pérez Roldán | Claudio Pistolesi      | 4–6, 6–1, 6–3 |
| 1992 | Gabriel Markus         | Emilio Benfele Álvarez | 7–6, 6–1      |

### Doppio
| Anno | Campioni                        | Finalisti                             | Punteggio     |
| ---- | ------------------------------- | ------------------------------------- | ------------- |
| 1989 | Federico Mordegan Nicola Bruno  | Ugo Pigato Stefano Mezzadri           | 7–6, 6–2      |
| 1990 | Non disputato                   | Non disputato                         | Non disputato |
| 1991 | Marcos Ondruska Nicolás Pereira | Emilio Benfele Álvarez Pietro Pennisi | 6–4, 6–4      |
| 1992 | Andrew Kratzmann Roger Rasheed  | Gabriel Markus Daniel Orsanic         | 6–4, 6–3      |